# Lions Football Club (Benim)
O Lions Football Club é um clube de futebol do Benim, sediado em Natitingou, no departamento de Atakora. Ganhou uma vez o campeonato nacional (em 1984). Atualmente disputa as divisões regionais amadoras do Benim, sendo a última vez que jogou profissionalmente na temporada 2008–09, pela Ligue Régionale de l'Atacora et la Donga (quando a segunda divisão ainda se organizava em fases regionais para depois haver uma fase nacional), no qual foi vice-campeão, perdendo de 1 a 0 para o Taneka FC e a chance de se classificar para a fase nacional da segunda divisão do país.

## Títulos
- Championnat de la République Populaire du Bénin: 1984
- Ligue Régionale de l'Atacora et la Donga: 2007

## Retrospecto em competições continentais
| Temporada | Competição                 | Fase       | Oponente      | Resultados |
| --------- | -------------------------- | ---------- | ------------- | ---------- |
| 1985      | Copa Africana dos Campeões | Preliminar | Hearts of Oak | 0–1, 0–3   |

Jogos em casa em negrito.